# Kansk
Kansk (en russe : Канск) est une ville du kraï de Krasnoïarsk, en Russie. Sa population s'élevait à 86 816 habitants en 2021.

## Géographie
Kansk s'étend sur la rive gauche de la rivière Kan, un affluent du fleuve Ienisseï.
Elle est située à 23 km à l'ouest d'Ilanski, à 165 km à l'est de Krasnoïarsk et à 3 510 km à l'est de Moscou.
Kansk est desservie par le chemin de fer Transsibérien et se trouve au kilomètre 4344 depuis Moscou. Par la route R255, qui relie Novossibirsk à Irkoutsk, elle est distante de 196 km de Krasnoïarsk et se trouve au kilomètre 1045 depuis Novossibirsk.

## Histoire
Kansk a été fondée en 1628. C'est l'une des plus anciennes forteresses de Sibérie où sont stationnées plusieurs garnisons militaires.
La ville est devenue au XXe siècle une cité industrielle comportant des industries mécaniques et des industries du bois.

## Population
Recensements (*) ou estimations de la population
| 1856  | 1897* | 1926*  | 1939*  | 1959*  | 1970*  |
| ----- | ----- | ------ | ------ | ------ | ------ |
| 2 000 | 7 537 | 19 000 | 41 584 | 82 662 | 94 690 |

| 1979*   | 1989*   | 2002*   | 2010*  | 2012   | 2013   |
| ------- | ------- | ------- | ------ | ------ | ------ |
| 100 558 | 109 607 | 103 000 | 94 226 | 93 060 | 92 575 |